# Tarentola gigas
Tarentola gigas (Bocage, 1875) è un sauro della famiglia Phyllodactylidae, endemico di Capo Verde.

## Descrizione
T. gigas misura circa 10,4 cm, coda esclusa, arrivando a raggiungere anche i 15,5 cm, nel caso della sottospecie nominale, il che fa di esso un geco di notevoli dimensioni. Il peso di un maschio adulto può raggiungere i 40 g circa. La sottospecie T. g. brancoensis, invece, è di dimensioni leggermente inferiori, circa 9,8 cm, fino ad arrivare a 11 cm o poco più. Il dorso si presenta di un colore grigio, che spesso tende a virare sull'olivastro, attraversato longitudinalmente di solito da 5 macchie più chiare, che ricordano vagamente la forma di una sella di bicicletta. Esso presenta diversi tubercoli, che tendono ad appiattirsi nella parte superiore del corpo e ad essere di dimensioni maggiori nell'area compresa tra l'occhio e l'orecchio. Il ventre è invece color crema, virante sul giallo nelle zone inferiori. L'area più bassa del muso è evidenziata da una sorta di mosaico di macchie chiare e scure. Gli occhi sono di colore grigio scuro, che va schiarendosi nei pressi della pupilla e nella parte superiore e inferiore dell'iride. Gli arti possiedono la caratteristica struttura lamellare sotto le dita; tali lamelle (dette setae) presentano dimensioni maggiori sotto il quarto dito degli arti posteriori. La sagoma di T. gigas appare piuttosto tozza, ciò è spiegato essenzialmente dal fatto che la specie è solita conservare una grande riserva di grasso all'interno del corpo.

## Biologia

### Comportamento
Viste le dimensioni e il notevole peso, T. gigas, a differenza di molti gechi, sembra avere maggiori difficoltà a muoversi su pareti molto ripide, pertanto è solito spostarsi lungo superfici più agevoli e di solito lisce, senza quindi troppe irregolarità che possano ostacolarne il cammino.
Ha abitudini prevalentemente notturne. Interagisce con i suoi simili principalmente tramite la comunicazione vocale.

### Alimentazione
La sua dieta pare essere caratterizzata esclusivamente da uova di uccelli o perfino pulcini, in particolare della calandrella di Raso (preferita) o della berta maggiore di Capo Verde, a seconda del luogo in cui vive.

### Riproduzione
È una specie ovipara.

## Distribuzione e habitat
La specie è endemica di Capo Verde e, in particolare, delle isole Raso e Branco.
Il suo habitat è costituito principalmente da scogliere, dove trova rifugio all'interno delle cavità e talvolta anche nelle tane dagli uccelli marini.

## Tassonomia
Si conoscono due sottospecie:
- Tarentola gigas brancoensis Schleich, 1984 - popolazione dell'isola di Branco
- Tarentola gigas gigas (Bocage, 1875) - sottospecie nominale, residente nell'isola di Raso

## Conservazione
La Lista rossa IUCN classifica Tarentola gigas come specie in pericolo di estinzione (Endangered).